# Berthe Lipchitz
Berthe Lipchitz (născută Kitrosser; n. 1889, Soroca, Basarabia, Imperiul Rus – d. 1972, Sainte-Geneviève-des-Bois, Région parisienne, Franța) a fost o evreică basarabeană, poetă franceză și soția sculptorului american-francez Jacques Lipchitz.

## Biografie

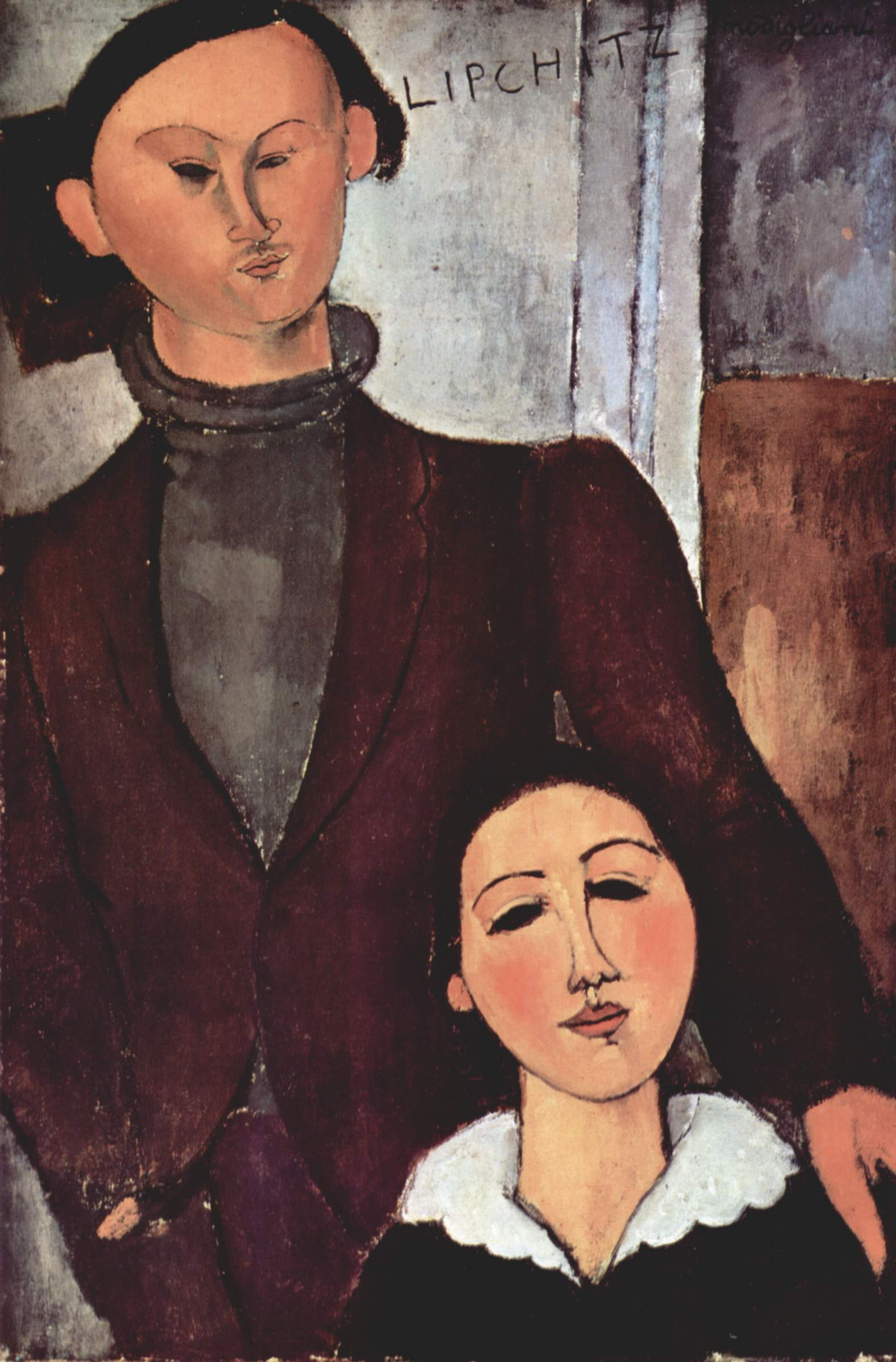
Amedeo Modigliani: „Portretul lui Jacques și Bertha Lipschitz” (1916)

S-a născut în orașul Soroca din același ținut, gubernia Basarabia (Imperiul Rus), în familia lui Moses Kitroser și a soției sale, Sarah.. După ce a emigrat la Paris, s-a căsătorit cu colonelul și mai târziu dramaturgul sovietic Mihail Șimkevici (1885-1942). Din această căsătorie, singurul ei fiu, André Schimkéwitsch, s-a născut în anul 1913.
În 1915 a cunoscut sculptorul Jacques Lipschitz, cu care s-a căsătorit un an mai târziu. Cuplul s-a stabilit în fostul apartament al sculptorului Constantin Brâncuși (54 rue de Montparnasse). În 1916, un portret al lui Jacques și Bertha Lipschitz⁠(en)[traduceți] a fost pictat de prietenul familiei, Amedeo Modigliani. În același an, Diego Rivera a pictat un portret al Berthei în stil cubist. În 1918, portretul ei a fost realizat de Juan Gris (Portrait de Madame Berthe Lipchitz). Mai multe portrete sculpturale ale soției sale în 1920 au fost realizate de însuși Jacques Lipschitz. Familia Lipchitz a prietenit cu familiile lui Juan Gris și Vicente Huidobro, cu care locuiau alături în Boulogne-Billancourt.
În mai 1940, cei doi Lipschitz au părăsit Parisul și s-au stabilit la New York. În 1946, s-au întors în Franța, dar în curând Jacques a plecat din nou în SUA, iar Bertha a rămas în Franța și a rămas la Boulogne-Billancourt. Corespondența dintre Bertha și Jacques Lipschitz după divorț (1948-1972), este stocată în arhiva Lipschitz de la Centrul Pompidou. A fost înmormântată în cimitirul rus din Sainte-Genevieve-des-Bois, împreună cu fiul ei.